# プリトビ・ビール・ビクラム・シャハ
プリトビ・ビール・ビクラム・シャハ（Prithvi Bir Bikram Shah、1875年8月18日 - 1911年12月11日）は、ネパール王国の第7代君主（在位：1881年 - 1911年）。第6代君主スレンドラ及び首相ジャンガ・バハドゥル・ラナの孫息子。

## 生涯
1875年8月18日、スレンドラ・ビクラム・シャハの王子トライローキャ・ビクラム・シャハの息子として生まれる。
1881年5月17日、祖父王スレンドラの崩御により、5歳で王位を継承した。だが、幼少であったため、実権は先王と同様にラナ家に握られていた。
1911年12月11日、プリトビは宮殿で崩御した。父トライローキャと同様に王権を取り戻そうとしたのが、首相チャンドラ・シャムシェル・ジャンガ・バハドゥル・ラナに伝わり、毒殺されたという。
その後、幼少の息子トリブバン・ビール・ビクラム・シャハが王位を継承した。